# Gotlands Studentkår Rindi
Gotlands studentkår Rindi (Rindi) är studentkåren för studenter vid Uppsala universitet - Campus Gotland inom det geografiska området Gotland, tidigare Högskolan på Gotland. På nationell nivå är studentkåren medlem i Sveriges förenade studentkårer samt inom det politiska blocket Samverkande studenter. På lokal nivå även medlem i Uppsala universitets förenade studentkårer. 
Kårexpeditionen är förlagd i Visbys gamla varmbadhus vid Almedalen. Bland de återkommande fester som kåren arrangerar finns Absolut Gotland och det officiella valborgsmässofirandet i Visby.
Namnet Rindi är hämtat från Gotlands landskapsblomma murgröna som kallas Rind (Rindi är bestämd form, dvs murgrönan) på gutamål.

## Sektioner
Studentkåren har åtta sektioner som representerar studenter inom olika program. Samtliga sektioner är en del av sektionsrådet. Vissa sektioner har tidigare varit verksamma oberoende av studentkåren.
| Förkortning                 | Sektion                         | Sektionsklädsel   |
| --------------------------- | ------------------------------- | ----------------- |
| EnVis                       | Environmentalists Visby         | Grön hängselbyxa  |
| GotArk                      | Gotlands arkeologistudenter     | Svart hängselbyxa |
| GoS                         | Gotlands sjuksköterskestudenter | Vit overall       |
| HuGo                        | Humanisterna Gotland            | Blå overall       |
| LeGo                        | Ledarskap Gotland               | Rosa overall      |
| SVIT                        | Visby Systemvetare & IT         | Turkos overall    |
| VisEkon                     | Visby Ekonomerna                | Mörkröd overall   |
| VisSpel (tidigare GGS/GAME) | Visby Speldesign                | Blå hängselbyxa   |

## Mästerier
Studentkåren har sju mästerier som förser riktad verksamhet gentemot medlemmarna. Mästerierna leds av en mästare (och i vissa fall även av en vice-mästare). Mästerierna svarar direkt till styrelsen.
| Mästeri        | Ansvarsområde                                                           |
| -------------- | ----------------------------------------------------------------------- |
| Barmästeriet   | Ansvarar för försäljning i baren och komponerar drinkar till evenemang. |
| Borgmästeriet  | Ansvarar för reparationer på kårhuset.                                  |
| Cafémästeriet  | Ansvarar för försäljning av bakverk och andra café-rätter.              |
| Festmästeriet  | Ansvarar för att anordna större fester som t.ex baler och Valborg.      |
| Ljudmästeriet  | Ansvarar för ljud och musik på evenemang.                               |
| Köksmästeriet  | Ansvarar för köket vid evenemang samt catering till sittningar.         |
| Patchmästeriet | Ansvarar för design, tillverkning och försäljning av overallmärken.     |

## Absolut Gotland
Festen Absolut Gotland hålls i början eller i mitten av maj. 
Vanligtvis hyrs merparten av stugorna ut på Kneippbyns camping, men även hotellet och tält brukar behövas då platserna inte alltid räcker till.  Evenemanget besöktes 2008 av mer än 1000 studenter från hela Sverige. Under Absolut Gotland är en återkommande händelse Gutawågen, en tävling både i klassiska gotländska lekar och mer studentikosa varianter, och två stora sittningar (fredag och lördag, uppdelade på tre omgångar varje dag på grund av lokalens begränsningar) där Bosse Larsson brukar vara toastmaster på lördagssittningen. 
På senare år är även en eldshow med Rindis Gycklargille en återkommande höjdpunkt. 
Från de flesta studieorter kommer ett (eller i förekommande fall flera) "lag", medan Stockholm i huvudsak representeras av det så kallade Team Sthlm, ett konglomerat av studenter från i princip alla högskolor i staden, samt Lag Syd som består av studenter från Kungliga Tekniska Högskolan, Campus Haninge.